# Brindisi
Brindisi je mesto na jadranski obali v provinci Apuliji v južni Italiji. Zaradi svoje strateške lege in naravnega pristanišča je imel pomembno zgodovinsko vlogo v kulturi in trgovanju z Grčijo in Bližnjim vzhodom.  Med sedanje gosdpodarske dejavnosti mesta spadajo kmetijstvo, kemična industrija in proizvodnja električne energije.
V Brindisiju je bil od septembra 1943 do februarja sedež začasne vlade Kraljevine Italije.

## Zgodovina

### Stari vek
Ustanovitev mesta omenja več izročil. Eno od njih trdi, da je mesto ustanovil legendarni argoški kralj Diomed. Geograf Strabon pravi, da je  bilo naseljeno s kolonisti iz Knososa na Kreti.
Brindisi je bil pred širitvijo Rimske republike mesapsko naselje. Imenovalo se je  Brention. Ime se je preko popačenega grškega imena Brentesion preoblikovalo v latinski Brundisium. Brention pomeni "jelenova glava" in se verjetno nanaša na obliko naravnega pristanišča. 
Leta 267 pr. n. št., po drugih virih 245 pr. n. št., so naselje osvojili Rimljani in  ga pretvorili v latinsko kolonijo.  Na rtu Punta v zunanjem pristanišču so odkrili  bronastodobno vas iz 16. stoletja pr. n. št., skupino koč, zaščiteno s kamnitim nasipom. V vasi so odkrili fragmente mikenske keramike. Herodot je govoril o mikenskem poreklu naseljencev.  V nekropoli Tor Pisana južno od starega mesta Brindisi so odkrili korintske vrče iz prve polovice 7. stoletja pr. n. št. Mesapski Brindisi je  zagotovo imel tesne poslovne stike z nasprotno obalo Jadrana in grškim prebivalci z Egejskega morja.
Po punskih vojnah je postal glavno središče rimske pomorske sile in trgovine. V socialni vojni je prejel rimsko državljanstvo, Sula pa ga je povišal v svobodno pristanišče. Leta 49 pr. n. št. je utrpel veliko škode med Cezarjevim obleganjem v njegovi državljanski vojni. Ponovno je bil napaden leta 42 pr. n. št. in 40 pr. n. št. Jeseni tega leta je bil sklenjen Brindiški sporazum med Oktavijanom, Markom Antonijem in Lepidom.
Tu je bil okoli leta 220 pr. n. št. rojen pesnik in slikar Mark Pakuvij, leta 19 pr. n. št. pa je tukaj umrl slavni pesnik Vergilij. 
Pod Rimljani je bil Brundisium  aktivno pristanišče za plovbo na vzhod preko Drača in Krfa. Z Rimom sta ga  povezovali Via Appia in Via Traiana. Zaključek Viae Appiae na morski obali je bil označen z dvema visokima stebroma. Ostal je samo eden, ker je bil drugi ukraden in odpeljan v sosednje mesto Lecce.

### Od srednjega veka do danes
V 6. stoletju so Brindisi osvojili Ostrogoti in ponovno Bizantinci. Leta 674 so ga uničili Langobardi Romoalda I. Beneventskega. Mesto so zaradi izrednega naravnega pristanišča kmalu obnovili. V 9. stoletju je bilo v bližini mesta saracensko naselje, ki so ga leta 836 uničili pirati.
Leta 1070 so ga osvojili Normani in je postal del Kneževine Taranto in Vojvodine Apulije.  V času križarskih vojn je mesto  povrnilo nekaj starega sijaja, ko je ponovno dobilo škofovski sedež, zgradilo novo stolnico, grad z arzenalom in postalo privilegirano izhodno pristanišče za Sveto deželo. Leta 1156 ga je oblegala bizantinska vojska. Obleganje  se je  končalo z bitko, v kateri so Bizantince  odločilno premagali sicilski Normani, s čimer so se končali upi Bizantincev, da bodo osvojili južno Italijo.
V stolnici v Brindisiju je bila 9. november 1225 poroka cesarja Friderika II., in jeruzalemske kraljice Izabele Briennske. Leta 1227 je od tu izplula vojska v šesto križarsko vojno. Za varovanje notranjega pristanišča je Friderik II. zgradil  grad z ogromnimi okroglimi stolpi. Grad je kasneje postal zapor. V Brindisiju so kratek čas vladale Benetke, a ga je kmalu ponovno osvojila Španija.
Leta 1348 je Brindisi opustošila kuga, leta 1352 in 1383 je bil izropan, leta 1456 pa je mesto prizadel potres.
V letih 1707–1734 je bil pod oblastjo Avstrijcev in zatem Bourbonov,
Od septembra 1943 do februarja 1944 je bil sedež začasne italijanske vlade in gostil kralja Viktorja Emanuela III., Pietra Badoglia in del italijanske armade.

## Podnebje
Brindisi ima sredozemsko podnebje (Köppnova podnebna klasifikacija: Csa).
| Podnebni podatki za Brindisi                                            | Podnebni podatki za Brindisi | Podnebni podatki za Brindisi | Podnebni podatki za Brindisi | Podnebni podatki za Brindisi | Podnebni podatki za Brindisi | Podnebni podatki za Brindisi | Podnebni podatki za Brindisi | Podnebni podatki za Brindisi | Podnebni podatki za Brindisi | Podnebni podatki za Brindisi | Podnebni podatki za Brindisi | Podnebni podatki za Brindisi | Podnebni podatki za Brindisi |
| Mesec                                                                   | Jan                          | Feb                          | Mar                          | Apr                          | Maj                          | Jun                          | Jul                          | Avg                          | Sep                          | Okt                          | Nov                          | Dec                          | Letno                        |
| ----------------------------------------------------------------------- | ---------------------------- | ---------------------------- | ---------------------------- | ---------------------------- | ---------------------------- | ---------------------------- | ---------------------------- | ---------------------------- | ---------------------------- | ---------------------------- | ---------------------------- | ---------------------------- | ---------------------------- |
| Rekordno visoka temperatura °C                                          | 20.6                         | 22.0                         | 23.6                         | 27.4                         | 35.0                         | 43.4                         | 44.4                         | 43.8                         | 37.0                         | 31.6                         | 27.0                         | 22.4                         | 44.4                         |
| Povprečna visoka temperatura °C                                         | 12.9                         | 13.0                         | 15.7                         | 18.3                         | 23.2                         | 27.3                         | 29.9                         | 29.9                         | 26.1                         | 21.9                         | 17.9                         | 14.1                         | 20.8                         |
| Povprečna dnevna temperatura °C                                         | 9.8                          | 9.9                          | 12.1                         | 14.7                         | 19.1                         | 23.3                         | 26.1                         | 26.0                         | 22.4                         | 18.5                         | 14.4                         | 11.1                         | 17.3                         |
| Povprečna nizka temperatura °C                                          | 7.2                          | 7.1                          | 9.0                          | 11.3                         | 15.3                         | 19.5                         | 22.1                         | 22.3                         | 19.1                         | 15.5                         | 11.6                         | 8.7                          | 14.1                         |
| Rekordno nizka temperatura °C                                           | −6.4                         | −2.4                         | −1.6                         | 2.0                          | 5.6                          | 9.8                          | 12.4                         | 13.8                         | 9.0                          | 4.0                          | 1.0                          | −1                           | −6.4                         |
| Povprečna količina padavin mm                                           | 65.3                         | 79.5                         | 64.2                         | 45.9                         | 23.6                         | 14.8                         | 12.1                         | 23.7                         | 49.4                         | 76.8                         | 84.5                         | 65.1                         | 604.9                        |
| Povp. št. dni s padavinami (≥ 1 mm)                                     | 8.2                          | 8.3                          | 7.1                          | 6.2                          | 3.8                          | 2.3                          | 1.6                          | 2.6                          | 4.6                          | 6.5                          | 7.7                          | 7.8                          | 66.7                         |
| Povprečna relativna vlažnost (%)                                        | 78                           | 75                           | 74                           | 72                           | 70                           | 71                           | 70                           | 72                           | 74                           | 76                           | 77                           | 77                           | 74                           |
| Povp. št. sončnih ur                                                    | 120.9                        | 124.2                        | 164.3                        | 201.0                        | 266.6                        | 297.0                        | 334.8                        | 303.8                        | 248.0                        | 192.2                        | 132.2                        | 111.6                        | 2.496,6                      |
| Vir 1: Servizio Meteorologico (1971–2000 data)                          |                              |                              |                              |                              |                              |                              |                              |                              |                              |                              |                              |                              |                              |
| Vir 2: Servizio Meteorologico (1961–1990 data on humidity and sunshine) |                              |                              |                              |                              |                              |                              |                              |                              |                              |                              |                              |                              |                              |

## Mestne znamenitosti
- Castello Svevo ali Castello Grande (Grad Hohenstaufen ali Veliki grad), je zgradil cesar Friderik II. Ima trapezoidno zasnovo z masivnimi kvadratnimi stolpi. Pod aragonsko krono so prvotni zgradbi  iz 13. stoletja dodali štiri stolpe. Po stoletjih zapuščenosti je leta 1813 Joahim Murat grad spremenil v zapor. Po letu 1909 ga je uporabljala italijanska mornarica. Med drugo svetovno vojno je bil za kratek čas rezidenca kralja Viktorja Emanuela III.
- Aragonski grad, bolj znan kot Forte a Mare (Morska trdnjava), je zgradil neapeljski kralj Ferdinand I. leta 1491 na otoku S. Andrea, ki gleda proti pristanišču. Razdeljen je na dva dela: Rdeči grad (zaradi barve opeke) in novejšo trdnjavo.
- Starorimska stebra, simbola Brindisija. Nekoč so mislili, da označujejo končne točke Apijeve ceste. V mestu je ostal samo eden. Visok je 18,74 metra. Drugi se je leta 1582 odrl. Ruševine so bile predane Lecceju, da bi ga obnovili in nanj postavili kip svetega Oronza, zaščitnika Lecceja, ki nej bi  ozdravil kugo v Brindisiju.
- Duomo (stolnica), zgrajena v romanskem slogu v 11.–12. stoletju. Opazna je prezidava iz 18. stoletja, potem ko je 20. februarja 1743 stolnico uničil potres. V notranjosti so vidni deli prvotnega mozaičnega tlaka.
- Cerkev Santa Maria del Casale (konec 13. stoletja) v gotsko-romanskem slogu. Pročelje ima geometrijski vzorec sivih in rumenih kamnov, z vhodnim vertikom, pokritim s konico. Notranjost ima freske v poznobizantinskem slogu iz zgodnjega 14. stoletja, vključno z zadnjo sodbo v štirih delih Rinalda da Taranta.
- Cerkev San Benedetto v romanskem slogu. Zgrajena  je bila morda pred 11. stoletjem kot del benediktinskega samostana in ima ogromen zvonik s trojnimi okni in langobardskimi pasovi. Stranski portal je okrašen z motivi iz 11. stoletja. Ladja ima križne oboke, ločene s stebri z romanskimi kapiteli. Križni hodnik (11. stoletje) ima okrašene kapitele.
- Portik templjarjev (13. stoletje), ki je bil v resnici loža škofovskega dvorca. Zdaj je vhod v Museo Ribezzo.
- Fontana Grande (Veliki vodnjak). Zgradili so jo zgradili Rimljani ob Apijevi cesti. Leta 1192 ga je obnovil Tancred iz Lecceja.
- Piazza della Vittoria (Trg zmage) z vodnjakom iz 17. stoletja.
- Cerkev Santa Maria degli Angeli (1609).
- Cerkev Srca Jezusovega.
- Cerkev San Giovanni al Sepolcro, s krožnim tlorisom, iz 12. stoletja.
- Cerkev Santissima Trinità (ali Santa Lucia, 14. stoletje) s kripto iz poznega 12. stoletja.
- Spomenik italijanskim mornarjem

Naravna območja
- Regionalni naravni park Punta della Contessa Salt: mokrišče velikosti 87 ha med Capo di Torre Cavallo in Punta della Contessa.
- Regionalni naravni rezervat Gozd Cerano: zaščiteno naravno območje, ki spada na ozemlje Brindisija in San Pietro Vernotico.
- Regionalni naravni rezervat Bosco Santa Teresa in Lucci, zaščiteno naravno območje, sestavljeno iz dveh gozdov, katerih ime nosi.
- Morski naravni rezervat Guaceto Torre spade večinoma v  občino Carovigno. Upravlja ga konzorcij, ki vključuje občine Brindisi, Carovigno in Svetovni sklad za naravo.

| Pristanišče |

## Pobratena mesta
- Lushnje, Albanija
- Patras, Grčija
- Krf, Grčija[8]
- Amasya, Turčija
- Charlotte, Združene države Amerike